# Raven Saunders
Raven Saunders (geboren am 15. Mai 1996 in Charleston, South Carolina) ist eine US-amerikanische Person, die eine Karriere in Leichtathletik, in der Disziplin Kugelstoßen, hat und sich aktivistisch für Menschenrechte, darunter die schwul-lesbische Gleichberechtigung (LGBT) und Intersektionalität einsetzt.

## Leben und Karriere
Raven Saunders gewann beim World (Continental) Cup 2018 in Ostrava die Silbermedaille und bei den Jugendweltmeisterschaften 2014 in Hayward Field, Eugene die Silbermedaille. Zu den Weltmeisterschaften 2017 in London belegte Raven den zehnten Platz mit 17,86 m. In den USA nahm Saunders an zahlreichen Wettbewerben teil und wurde 2004 in Grosseto Juniorenweltmeisterin. In den Jahren 2015 und 2016 siegte Raven bei den NCAA-Hallenmeisterschaften. Saunders gewann Gold bei den Panamerikanischen Juniorenmeisterschaften 2015 mit dem Hallenrekord von 18,27 m, eine weitere Goldmedaille wurde bei den NACAC-Meisterschaften 2016 (San Salvador) mit 18,49 m gewonnen. Raven Saunders ist die erste Person im Kugelstoßen der Frauen in der Geschichte der NCAA, die zweimal in derselben Serie die 19-Meter-Marke schaffte, und ist die Erste im Juniorsport, welche die 18 m überbot. Bei den Olympischen Spielen 2016 in Rio de Janeiro belegte Raven mit einer Weite von 19,35 m den 5. Platz.
Saunders gewann bei Teilnahme an den 2021 ausgetragenen Olympischen Spielen 2020 in Tokio die Silbermedaille im Kugelstoßen mit einer Weite von 19,79 m, mit Olympiasiegerin Gong Lijiao (20,59 m) aus China auf dem ersten Platz. Wenige Tage nach dem Medaillengewinn in Tokio verstarb Clarissa Saunders, Raven Saunders’ Mutter.
Wegen drei verpassten Dopingtests wurde Saunders im März 2023 rückwirkend ab dem 15. August 2022 für den Zeitraum von 18 Monaten gesperrt.

### Engagement
Raven Saunders lebt offen lesbisch. In jüngerer Zeit nahm Raven zur eigenen sexuellen Orientierung auch in der US-amerikanischen Medienöffentlichkeit Stellung. In der Sportszene ist Saunders unter dem Spitznamen The Hulk bekannt, eine Selbstbezeichnung, welche auf Saunders Instagram-Seite benutzt wird. Saunders setzt sich für die Rechte von Minderheiten ein. Raven nutzte den Medaillengewinn bei den Olympischen Spielen in Tokio im Jahr 2021, um eine politische Botschaft für Schwarze Menschen, die LGBT-Community und psychisch kranke Menschen zu übermitteln, indem Raven die Arme hob und zu einem X überkreuzte. Diese Geste symbolisiere nach eigenen Aussagen den „Schnittpunkt, an dem sich alle unterdrückten Menschen treffen“. Saunders schrieb auf Instagram:

„Gave EVERYTHING for this. If you are BLACK, LGBTQIA+, Or mentally Struggling. This one is for you. S/O to all my fighters.“

„[Ich] habe ALLES dafür gegeben. Wenn ihr SCHWARZ seid, LGBTQIA+, oder geistig angeschlagen. Dies ist für euch. Danke an alle meine Kämpfer.“

Saunders setze sich als lesbische schwarze nichtbinäre Person mit Depressionen dafür ein, dass diese Themen in der Gesellschaft mehr Beachtung finden. Das Internationale Olympische Komitee (IOC) leitete Ermittlungen gegen Saunders wegen dieser Geste ein. Raven Saunders’ Reaktion auf diese Strafandrohung ist bei Twitter zu lesen: „Sollen sie doch versuchen, diese Medaille zu nehmen. Ich laufe über die Grenze, obwohl ich nicht schwimmen kann.“ Die Regel 50 der Olympischen Charta untersagt politische Äußerungen während der Medaillenübergabe, bei der Eröffnungs- und der Schlussfeier der Spiele sowie im olympischen Dorf. Keinen Verstoß gegen geltende Regeln durch Saunders’ Geste bei der Siegerinnenehrung sehen hingegen das Olympische und Paralympische Komitee der USA (USOPC).

## Erfolge und Auszeichnungen
- 2014: Silbermedaille bei den Juniorenweltmeisterschaften in Eugene, Vereinigte Staaten
- 2015: Goldmedaille bei den Pan American Junior Championships in Edmonton, Kanada
- 2016: Goldmedaille bei den NACAC U23 Championships in San Salvador, El Salvador
- 2016: Platz 5 Olympische Spiele in Rio de Janeiro, Brasilien
- 2017: Platz 10 Weltmeisterschaften in London, United Kingdom
- 2021: Silbermedaille bei den Olympischen Spielen in Tokio, Japan